# Vicia test
Vicia test («Вициа тест») — растительная тест-система, которая используется в генотоксикологических исследованиях различных факторов. Один из 9 главных растительных цитогенетических тестов, рекомендованных Международной программой Gene-Tox и Всемирной Организацией Здравоохранения. В данном тесте объектом исследования являются клетки корневых меристем Vicia faba L. (боб садовый). В настоящее время это один из наиболее распространённых в мире цитогенетических тестов.

## Характеристика метода

### Применение
С середины 20-го века клетки корневых меристем Vicia faba стали пользоваться популярностью у генетиков и морфологов как удобная цитогенетическая модель. Это связано с рядом характеристик генома Vicia faba:
1. небольшие размеры хромосом
2. малое число хромосом
3. высокая степень конденсации хроматина, что позволяет отчетливо наблюдать все фазы митоза.

Наиболее часто Vicia test используют для мониторинга мутагенной активности воды и почвы природного и антропогенного происхождения. Тест применяют и при исследовании генетической безопасности пищевых добавок, пестицидов, наночастиц, радиации и многих других факторов.

### Специфика
При изучении мутагенного эффекта различных факторов в Vicia test используют два стандартных и универсальных генетических анализа: ана-телофазный анализ хромосомных аберраций и микроядерный тест (который наиболее распространен). Кроме того, на меристемах Vicia faba можно изучать динамику митотической активности.

## Постановка эксперимента
Для опытов используют выборки бобов из одного урожая. Семена 5 дней проращивают при комнатной температуре в чашках Петри с фильтровальной бумагой или ватой, смоченной дистиллированной водой. При достижении корешками 5 мм удаляют кончик, чтобы стимулировать рост вторичных корешков. В конце эксперимента отбираются только три наиболее крупных проростка, и у каждого измеряется длина трех наиболее длинных вторичных корешков. Затем корешки срезаются и фиксируются с помощью фиксатора Кларка (1 часть ледяной уксусной кислоты: 3 части 96 % (100 %) этилового спирта). Окраску меристем проводят 1 % ацетоорсеином (перед окраской можно провести мацерирование 1 М HCl при 600 на 6 мин.) Готовят давленные препараты. Для установления частоты микроядер на каждом препарате исследуют 1000 интерфаз. Всего на каждую группу готовят 6 препаратов. Для оценки митотической активности на препарате анализируют 1000 делящихся клеток на всех фазах митоза.

## Статистика
Используют непараметрический критерий Манна — Уитни, а затем тест Краскела — Уоллиса.